# Jean de Médicis (film, 1910)
Pour les articles homonymes, voir Jean de Médicis.
Pour plus de détails, voir Fiche technique et Distribution.
Jean de Médicis (titre original : Giovanni dalle Bande Nere) est un film italien réalisé par Mario Caserini en 1910.
Ce film muet en noir et blanc s'inspire du célèbre condottiere italien, Jean de Médicis dit Jean des Bandes Noires.

## Synopsis
La vie du Condottieres Jean des Bandes Noires.

## Fiche technique
- Titre original : Giovanni dalle Bande Nere
- Réalisation : Mario Caserini
- Scénario : Arrigo Frusta
- Société de production : Società Italiana Cines[2]
- Pays d'origine :  Royaume d'Italie
- Langue : italien
- Format : Noir et blanc – 1,33:1 – 35 mm – Muet
- Genre : Film dramatique, Film historique
- Longueur de pellicule : 353 m
- Durée : 13 minutes
- Année : 1910
- Dates de sortie :
  - Royaume d'Italie : juillet 1910
  - Royaume-Uni : 16 juillet 1910
  - France : 18 juillet 1910
  - Empire allemand : 30 juillet 1910
  - États-Unis : 30 septembre 1910
- Autres titres connus :
  - Royaume-Uni : Giovanni Medici
  - États-Unis : Giovanni of Medici
  - Empire allemand : Giovanni de Medici
  - Royaume d'Espagne : La banda negra

## Distribution
- Dante Cappelli (it) : Jean de Médicis
- Maria Caserini
- Fernanda Negri Pouget
- Amleto Novelli
- Amleto Palermi